# Ghoulies
Ghoulies is een Amerikaanse horror-komedie uit 1985 geregisseerd door Luca Bercovici, die het verhaal zelf schreef samen met Jefery Levy. De film sloeg dusdanig goed aan dat er vervolgen kwamen in de vorm van Ghoulies II (1987), Ghoulies III: Ghoulies Go to College (1991) en Ghoulies IV (1994). De laatste twee delen verschenen als direct-naar-video.
Ghoulies vertoont overeenkomsten met filmreeksen als Gremlins en Critters.

## Verhaal
Een occulte groepering onder aanvoering van de met bovennatuurlijke gaven behepte Malcolm Graves staat op het punt een baby te offeren. Een vrouw uit de groep redt het kleine jongetje door zijn plaats in te nemen als offer, waarop een ander lid er met het kind vandoor gaat.
Wanneer Graves jaren later is overleden, erft zijn zoon Jonathan diens landhuis, waar hij intrekt samen met zijn vriendin Rebecca. Hij besluit tijdelijk met zijn studie te stoppen om tijd te maken om het verwaarloosde pand op te knappen. Terwijl zij naar school gaat, vindt Jonathan in de kelder de oude spullen van zijn vader en verandert hij steeds meer in een tweede versie van hem. Zodoende roept hij met enkele magische spreuken en rituelen de ghoulies op, kleine monstertjes die zich verstopt houden voor de rest van de wereld en alleen gehoorzamen aan hun meester. Dat is op dat moment Jonathan, maar zijn vader ligt begraven in de tuin van het landhuis. Wanneer hij die weer tot leven wekt, staat daarmee de ware heer van de ghoulies op.

## Rolverdeling
| Acteur             | Personage      |
| ------------------ | -------------- |
| Michael Des Barres | Malcolm Graves |
| Peter Liapis       | Jonathan       |
| Lisa Pelikan       | Rebecca        |
| Jack Nance         | Wolfgang       |
| Peter Risch        | Grizzel        |
| Tamara De Treaux   | Greedigut      |
| Scott Thomson      | Mike           |
| Ralph Seymour      | Mark           |
| Mariska Hargitay   | Donna          |
| Keith Joe Dick     | Dick           |
| David Dayan        | Eddie          |
| Victoria Catlin    | Anastasia      |
| Charene Cathleen   | Robin          |